# Peter Cook (architekt)
Peter Cook (ur. 22 października 1936 w Southend-on-Sea) – angielski architekt, przedstawiciel postmodernizmu, teoretyk architektury, członek założyciel Archigramu (1961), członek Royal Academy of Arts. 

## Życiorys
Dyrektor Institute of Contemporary Arts (ICA) w Londynie w latach 1970-1972. Laureat złotego medalu RIBA, nominowany do nagrody Stirlinga. Autor m.in. budynku Kunsthaus w Grazu (Austria).

## Galeria

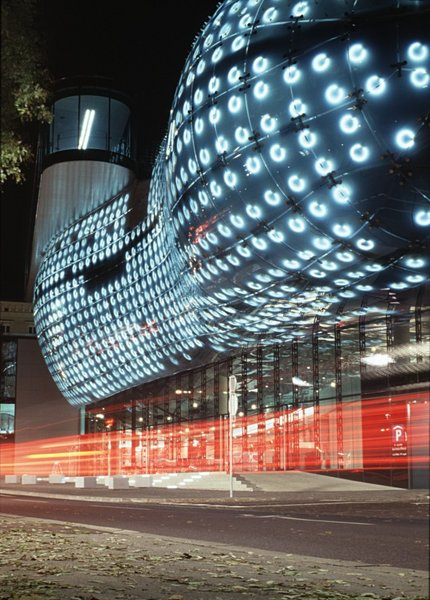
Kunsthaus Graz
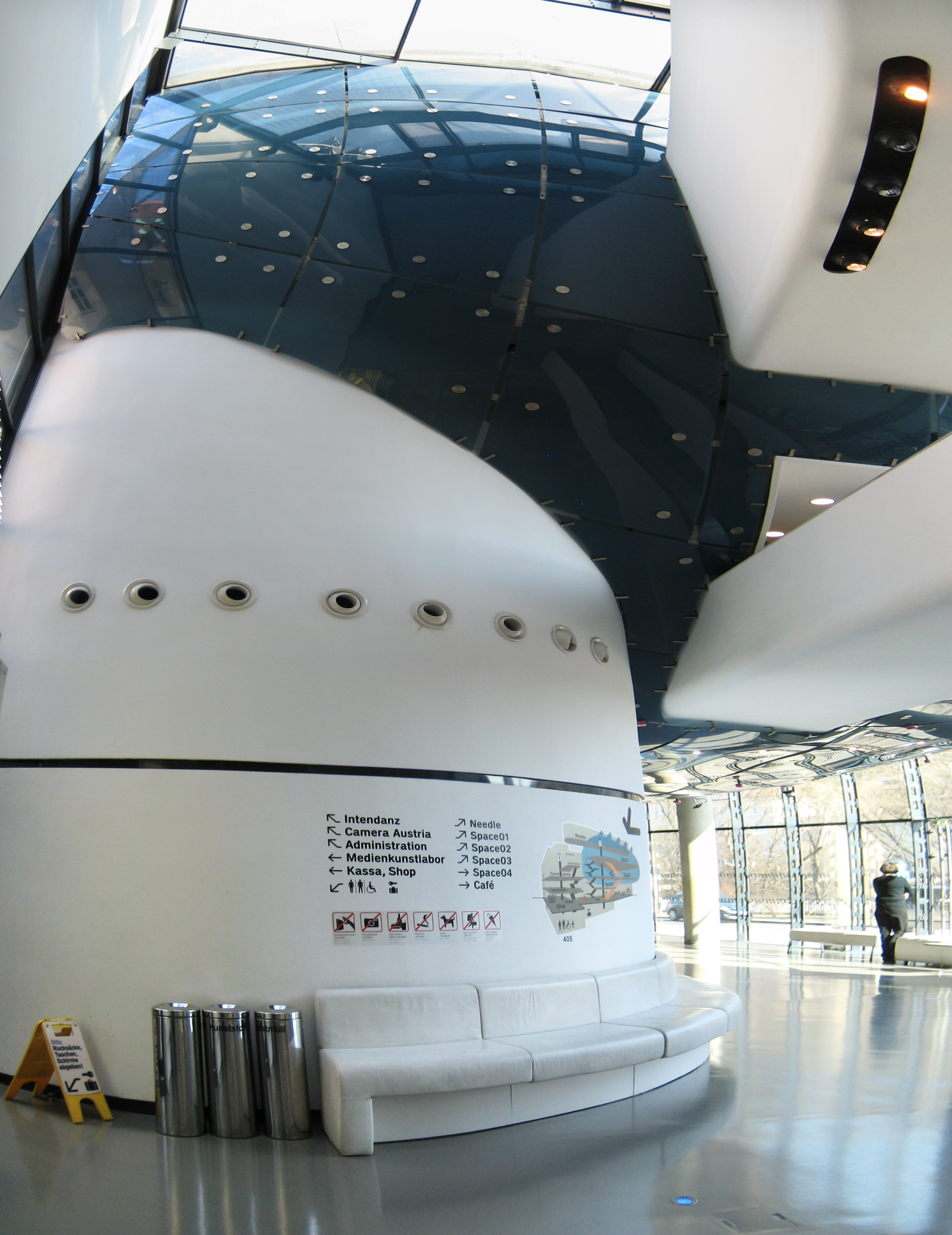
Kunsthaus w Grazu, wnętrze